# Pseudochromis bitaeniatus
Pseudochromis bitaeniatus is een straalvinnige vissensoort uit de familie van dwergzeebaarzen (Pseudochromidae). De wetenschappelijke naam van de soort is voor het eerst geldig gepubliceerd in 1931 door Fowler.